# Barrio (Alava)
Pour l’article homonyme, voir Barrio.
Barrio est une commune ou une contrée appartenant à la municipalité de Valdegovía dans la province d'Alava, située dans la Communauté autonome basque en Espagne.